# Église Saint-Vétérin de Gennes
L'église Saint-Vétérin est située à Gennes, en France.

## Localisation
L'église est située dans le département français de Maine-et-Loire, sur la commune de Gennes.

## Historique
Au IXe siècle il existe deux églises à Gennes. L'église Saint-Vétérin faisait partie du domaine royal. Le 21 octobre 845, Charles II le Chauve en fait don à l'abbaye Saint-Maur de Glanfeuil. On y vénérait le corps de saint Vétérin dont la vie nous est peu connue. Pendant les incursions normandes, les moines transportent le corps à Tournus puis à Corbigny où il a été détruit pendant les guerres de Religion.
La plus ancienne partie de l'église se trouve à la base de la face sud du clocher. Célestin Port y voyait une construction gallo-romaine, André Rhein la datait du Xe siècle, l'abbé Plat en faisait le vestige d'un croisillon carolingien antérieur aux invasions normandes. Son appareil est semblable à celui de l'église Saint-Eusèbe de Gennes que l'abbé Plat datait de l'époque mérovingienne et que Robert de Lasteyrie datait des environs de l'an mille. Cette partie sous clocher a été transformée au XIe siècle. de cette époque date l'arcade en plein cintre qui la fait communiquer avec la nef. Ses chapiteaux taillés en biseau ont des volutes sommairement esquissés.

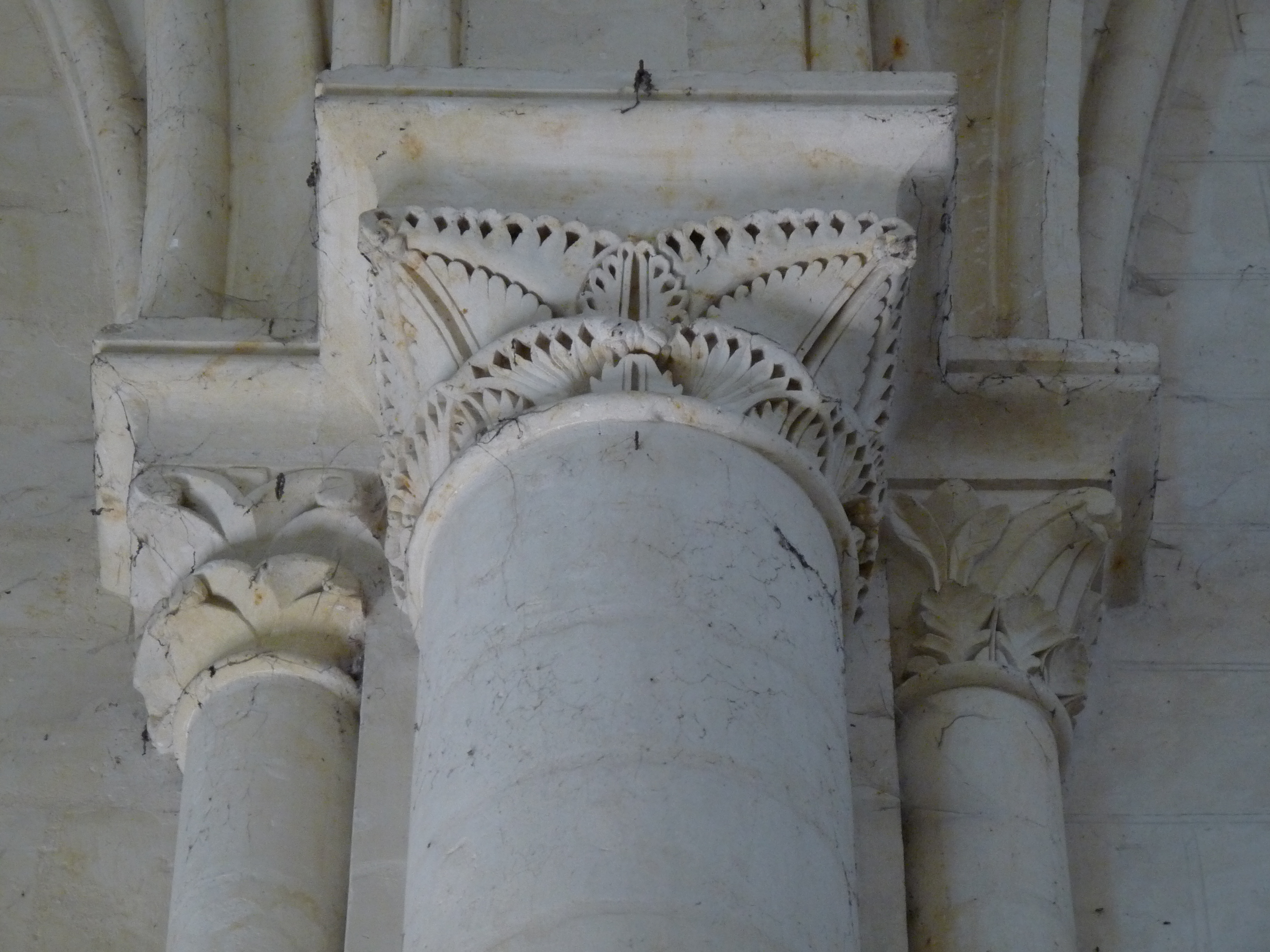
Chapiteaux.

Au XIIe siècle a été entrepris une reconstruction en bel appareil mais on a conservé l'ancienne nef et démoli le chevet remplacé par un transept et un chœur avec abside flanqué de deux absidioles. Le chœur est moins large que la nef. Le mur sud du chur est aligné avec celui de la nef. Il ne reste plus de celle première campagne de reconstruction que l'absidiole sud.
Dès que la voûte d'ogive est apparu en Anjou, on a commencé à modifier le transept et le chœur pour donner un meilleur éclairage. Le mur d'abside est démoli et on recouvert l'abside et le transept d'une voûte d'ogive. Il est probablement possible de déduire de la form des ogives la chronologie de leur construction : la clef du croisillon sud n'a pas de décor, celle du carré du transept est ornée d'une fleur, celles du chœur et du croisillon nord d'un masque humain.

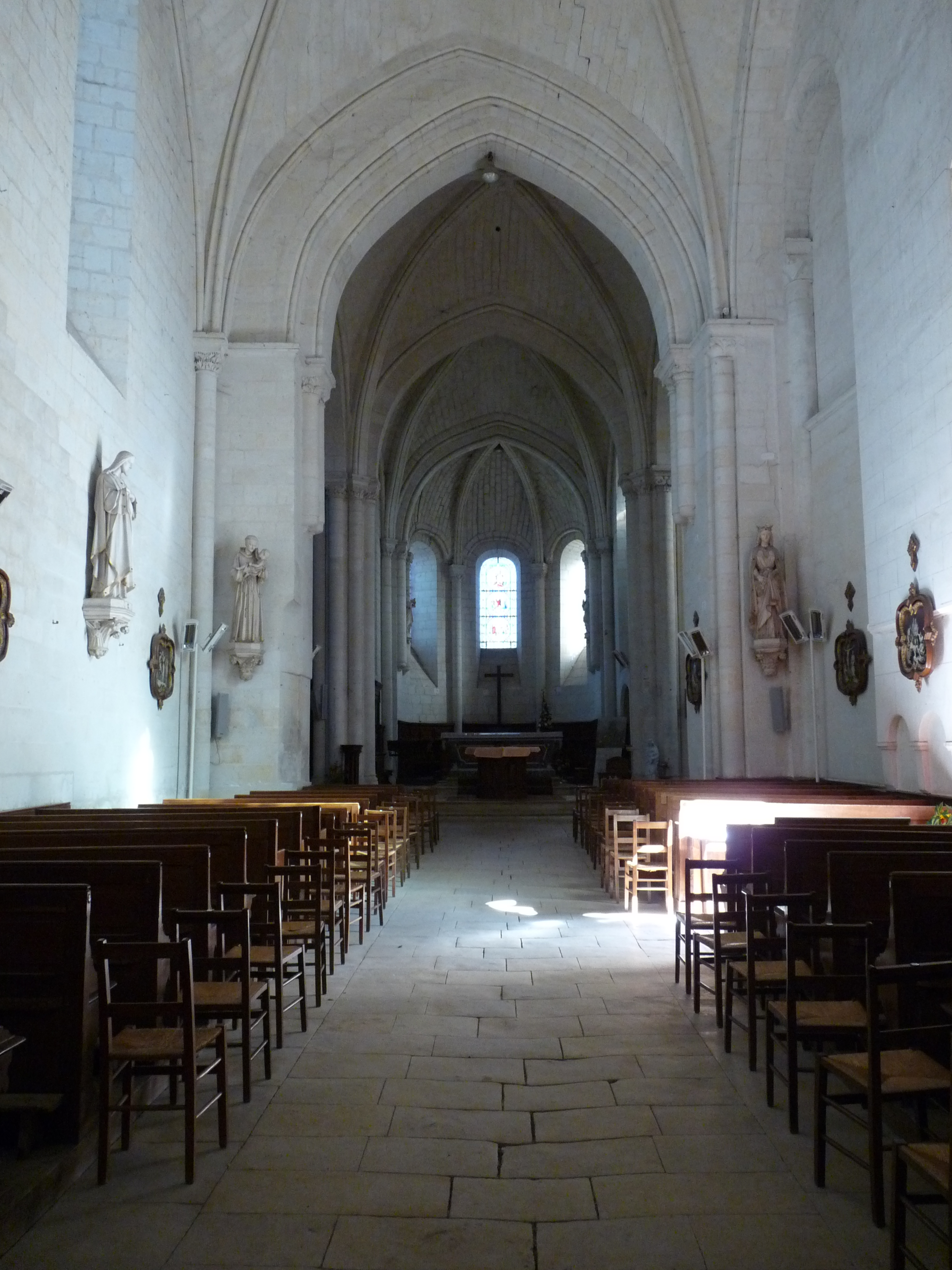
L'intérieur de l'église.

Un maître-autel est consacré par l'évêque d'Angers Guillaume Le Maire en 1300.
La façade occidentale a été modifiée à la fin du XVe siècle par ajout d'une fenêtre en tiers-point avec un réseau constitué de deux arcs en accolade surmonté d'une fleur de lis. Un porche en charpente a été ajouté à une date inconnue.
En 1770, les habitants se plaignent que « leur église est en totale ruine ». L'expertise est confiée à Mathurin Bluet, entrepreneur des ouvrages du roi, et Michel Prieur du Parray, géomètre à Saumur. Ces experts après la description des dégradations de l'église ont établi un devis de travaux qui ont été adjugés à 4 750 livres et réalisés en 1772.
En 1850, Charles Joly-Leterme fait réaliser autour de l'église au bas des murs un revers de blocage de 1 m de hauteur. Il fait aussi reprendre le jambage des baies et le couronnement du clocher.
En 1868, les contreforts du croisillon sud et du clocher sont consolidés.

## Protection
L'édifice est classé au titre des monuments historiques en 1862.